# Vùng đất Nữ vương Elizabeth
Vùng đất Nữ vương Elizabeth (tiếng Anh: Queen Elizabeth Land) là một phần của lục địa Nam Cực do chính phủ Vương quốc Anh đặt tên và được tuyên bố là một phần của Lãnh thổ Nam Cực thuộc Anh. Lãnh thổ nằm ở phía nam Biển Weddell, giữa các kinh độ 20°T và 80°T, trải dài từ Thềm băng Filchner-Ronne đến Cực Nam Địa lý. Nó giáp với Bờ biển Zumberge của Vùng đất Ellsworth về phía Tây và Vịnh Hercules về phía Tây Bắc. Về phía Đông Bắc, vĩ tuyến 82°Nam là đường phân chia nơi này với Vùng đất Coats. Phần lãnh thổ của Vùng đất Nữ vương Elizabeth không được đặt tên cho đến năm 2012, mặc dù phần lớn nó được gọi một cách không chính thức là Vùng đất Edith Ronne vào những năm 1947–68 và bao gồm các khu vực do Vương quốc Anh, Chile và Argentina tuyên bố chủ quyền.

Bản đồ của Vùng đất Nữ vương Elizabeth (bóng mờ)

## Lịch sử

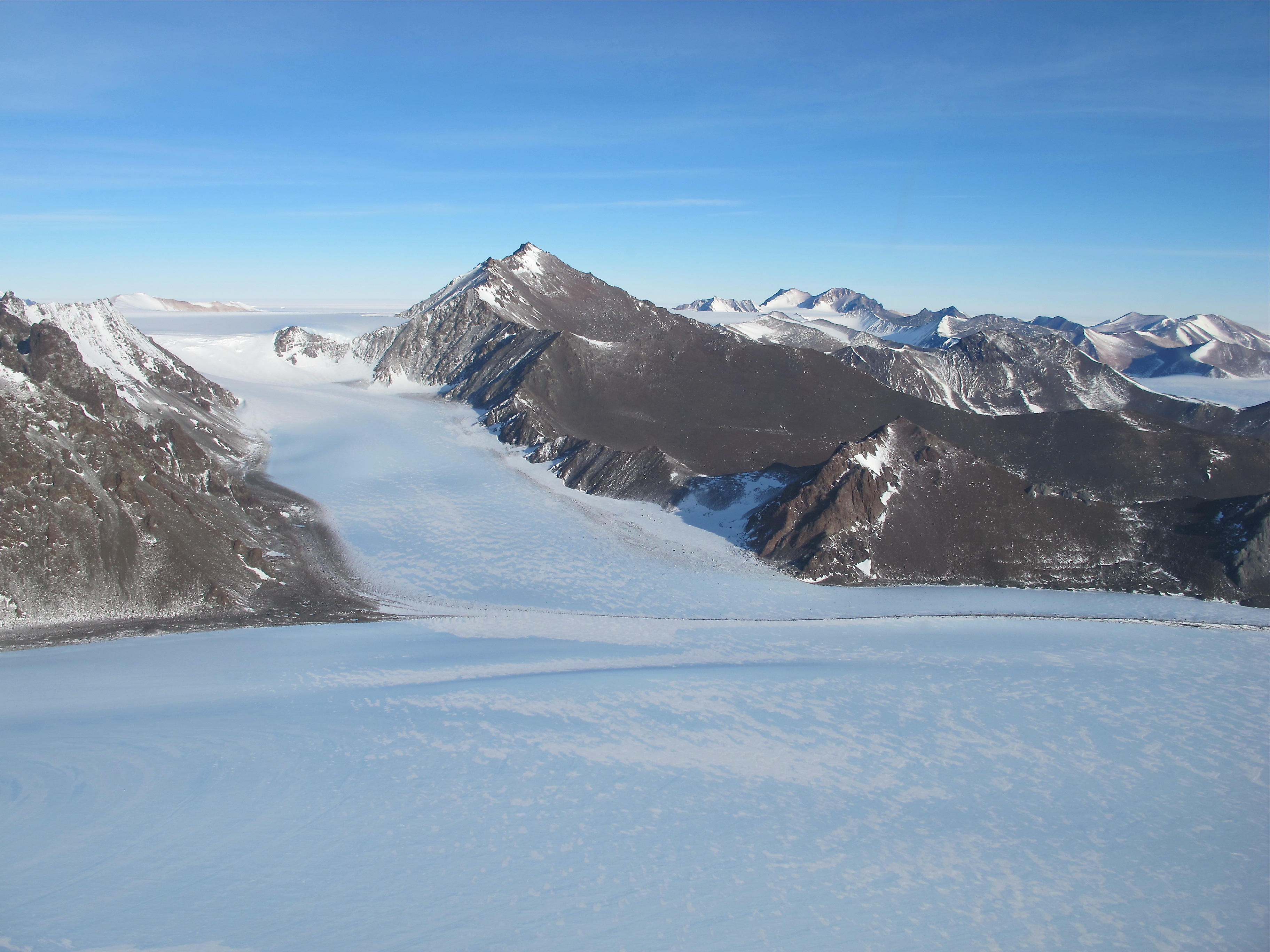
Sông băng chảy từ dãy núi Pensacola vào thềm băng Filchner-Ronne.

Nhân chuyến thăm của Nữ vương Elizabeth II tới Văn phòng Đối ngoại và Thịnh vượng chung Anh tại Luân Đôn vào ngày 18 tháng 12 năm 2012, cơ quan đã có thông báo rằng một khu vực rộng 437.000 km2 (169.000 dặm vuông Anh) của Lãnh thổ Nam Cực thuộc Anh đã được đặt tên là Vùng đất Nữ vương Elizabeth theo tên của Nữ hoàng. Quốc vụ khanh Các vấn đề Đối ngoại và Thịnh vượng chung, William Hague, nói rằng việc đặt tên là "một sự tưởng nhớ phù hợp vào cuối Năm Kim cương của Nữ hoàng".
Vùng đất Nữ vương Elizabeth có diện tích gần gấp đôi Vương quốc Anh và thực chất là một vùng hình tam giác của Nam Cực, với một đỉnh ở Cực Nam Địa lý. Nó giáp với Thềm băng Filchner-Ronne về phía Bắc, Vùng đất Coats về phía Đông Bắc, Vùng đất Queen Maud về phía Đông, và kéo dài về phía Tây đến một đường giữa Cực Nam Địa lý và Dòng băng Rutford, phía đông của Vịnh Constellation. Dãy núi Pensacola, được phát hiện vào tháng 1 năm 1956, kèo dài khoảng 450 km (280 mi) dọc theo đường đông bắc đến tây nam dọc theo trung tâm lãnh thổ. Tên của khu vực sẽ được đưa vào tất cả các bản đồ của Anh.
Vùng đất Nữ vương Elizabeth là khu vực thứ hai của Nam Cực được đặt tên để vinh danh Nữ vương Elizabeth II. Đầu tiên là Vùng đất Princess Elizabeth, nằm trong Lãnh thổ châu Nam Cực thuộc Úc. Nó được đặt tên vào năm 1931 để vinh danh Công chúa Elizabeth lúc bấy giờ dưới thời trị vì của ông nội George V với tư cách là Vua của Úc.

## Phản ứng
Argentina, nước có vùng tuyên bố chủ quyền ở Nam Cực chồng lấn với Lãnh thổ Nam Cực của Anh, đã chỉ trích việc đặt tên, gọi đó là "cuộc tấn công có hệ thống" và mô tả nó là "sự khiêu khích" sau những căng thẳng gần đấy về chủ quyền của Argentina đối với Quần đảo Falkland, một Lãnh thổ hải ngoại thuộc Anh.
Bộ Ngoại giao Nga đã đưa ra một tuyên bố liên quan đến việc đặt tên, trong đó họ nhắc nhở rằng Nga là một trong những bên ban đầu của Hiệp ước Nam Cực năm 1959 và kêu gọi tất cả các quốc gia thành viên tuân thủ đầy đủ, vô điều kiện và có trách nhiệm với các điều khoản của hiệp ước (trong đó bao gồm Vương quốc Anh). Theo Hiệp ước Nam Cực, "không có hành động hoặc hoạt động nào diễn ra trong khi Hiệp ước hiện tại có hiệu lực sẽ tạo thành cơ sở để khẳng định, hỗ trợ hoặc từ chối chủ quyền đối với lãnh thổ ở Nam Cực, và không tạo ra bất kỳ quyền chủ quyền nào ở Nam Cực".